# Nemorilla chrysopollinis
Nemorilla chrysopollinis är en tvåvingeart som beskrevs av Chao och Shi 1982. Nemorilla chrysopollinis ingår i släktet Nemorilla och familjen parasitflugor. Inga underarter finns listade i Catalogue of Life.